# 牟鹏飞
牟鹏飞（1989年2月28日—），是一名中国足球运动员，效力於中国足球超级联赛球队青岛海牛，司职守门员。

## 俱乐部生涯
牟鹏飞出自家乡球队青岛海利丰青训体系，2007年进入一线队。2007年10月27日，他在2007年中国足球甲级联赛最后一轮首发出场，上演职业生涯首秀，帮助青岛海利丰主场1比0击败延边队。他在球队担任二号门将，出场场次不多，2009赛季下半赛季在球队主力门将孙明卿受伤后成为球队的一号门将，并表现出色。2009年9月2日，在青岛海利丰在客场对阵四川西部智谷的比赛最后时刻，3比0领先的青岛队球员3次向己方球门吊射以增加比赛进球数，牟鹏飞扑出队友前两次射正的吊射。这次事件被媒体称为“吊射门”事件，引起中国足坛的一片哗然。2010年2月21日，中国足协纪律委员会对被公安部扫赌专案组查明涉及假球案的球队作出处罚决定，青岛海利丰被直接取消联赛注册资格，球员也成为自由身，牟鹏飞在3月份加盟中国足球超级联赛球队陕西人和。
2010赛季，牟鹏飞在陕西人和担任沈俊和吴彦晟的替补门将，没有得到出场机会。2011年初，他回到家乡青岛，加盟另一支中超球队青岛中能。2011年5月4日，他在2011年中国足协杯第一轮首次代表青岛中能出场迎战中甲球队广东日之泉，但在点球决战未能补出对手的点球，最终青岛中能6比7告负。这也是他在2011赛季的唯一一次在正式比赛出场。2012年6月23日，他在青岛中能客场挑战广州富力的比赛第6分钟替补受伤的刘震理出场，第一次在中超联赛亮相。他在比赛中多次扑出对手的威胁射门，最终帮助球队3比2击败对手，打破广州富力赛季主场不败的记录。之后，牟鹏飞凭借出色的表现一跃成为球队的主力门将，2012赛季联赛出场16次，丢球20个，5场力保大门不失，并2次被评选为全场最佳球员，帮助青岛中能成功保级。2013赛季，他继续保持球队主力门将位置，并在赛季前半段表现抢眼，先后入选媒体评选的前五轮最佳阵容和第一阶段最佳阵容。